# Edward Kotłubaj
Edward Kotłubaj (ur. 1822 w Wilnie, zm. w lutym 1879 w Petersburgu) – polski historyk, inżynier.
Pochodził z rodziny ziemiańskiej pochodzenia tatarskiego, był synem Michała, właściciela dóbr w powiecie trockim. Studiował w Petersburgu. Od 1844 prowadził studia historyczne w Nieświeżu, gdzie miał dostęp do archiwum i zbiorów malarstwa. W 1857 wydał zbiór kopii portretów (w formie  drzeworytów) wraz z komentarzem Galeria Nieświeżska portretów Radziwiłłowskich. Na podstawie nieznanych wcześniej materiałów źródłowych opracował m.in. Odsiecz Smoleńska (1858) oraz biografię Życie Janusza Radziwiłła (1859), w której podjął próbę rehabilitacji magnata. W rękopisie pozostawił Dzieje wojskowe Polski, jedną z pierwszych syntez poświęconych tej tematyce (w trzech tomach). Uważany jest za jednego z twórców polskiej historiografii wojskowej (obok m.in. Tadeusza Korzona, Konstantego Górskiego, Ferdynanda Kudelki).
Był członkiem Akademii Heraldycznej w Pizie oraz Towarzystwa Archeologicznego we Lwowie.
Z małżeństwa z Teodorą z Lemieszewskich miał syna Henryka, lekarza weterynarii, redaktora pism rolniczych.